# Mie Nielsen

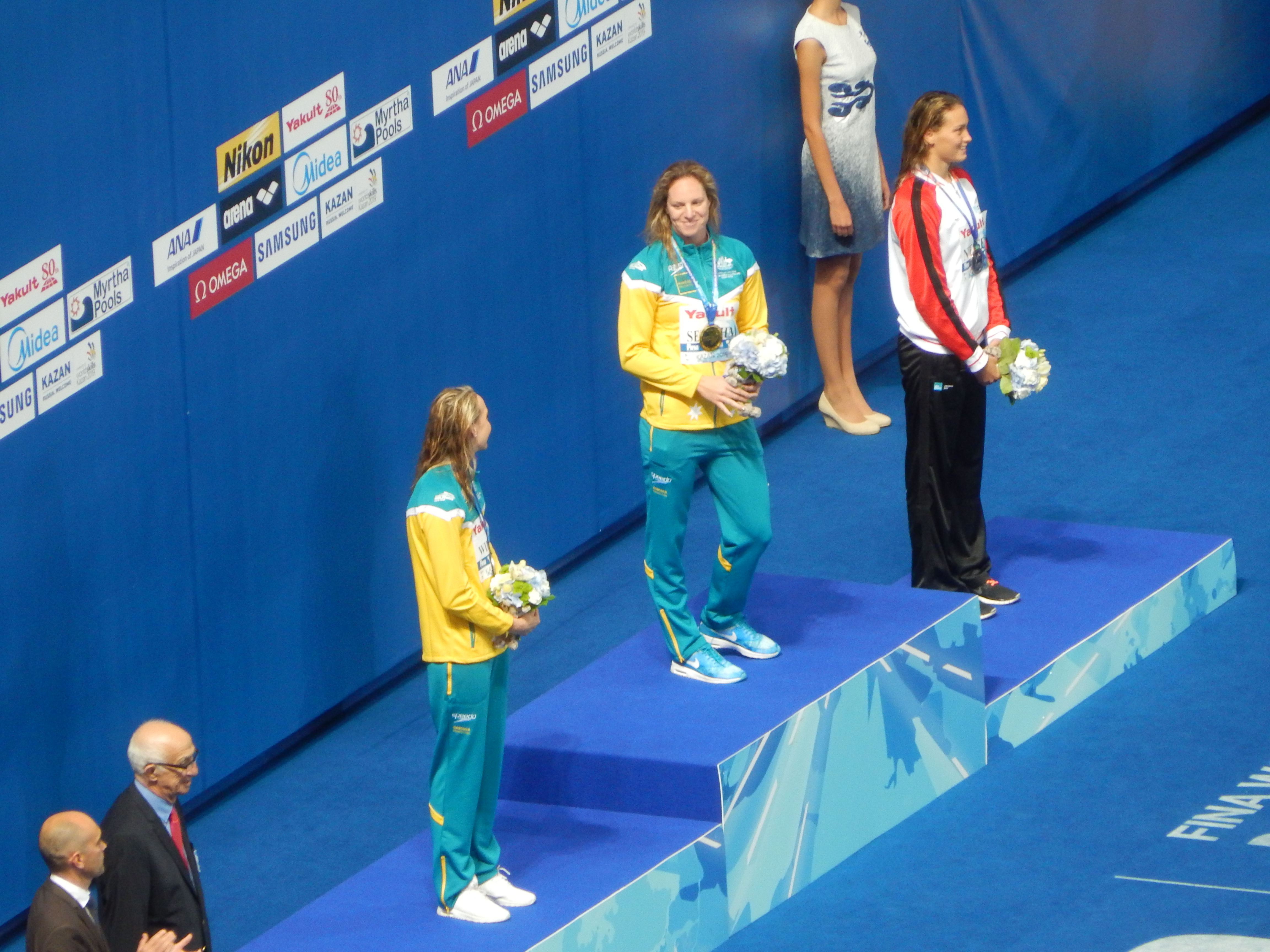
Nielsen (rechts) tijdens de prijsuitreiking van de 100 meter rugslag (WK 2015) met Madison Wilson (links) en Emily Seebohm.

Mie Østergaard Nielsen (Aalborg, 25 september 1996) is een Deense zwemster. Ze vertegenwoordigde haar vaderland op de Olympische Zomerspelen 2012 in Londen en op de Olympische Zomerspelen 2016 in Rio de Janeiro.

## Carrière
Bij haar internationale debuut, op de wereldkampioenschappen zwemmen 2011 in Shanghai, werd Nielsen uitgeschakeld in de series van zowel de 50 als de 100 meter rugslag. Samen met Pernille Blume, Jeanette Ottesen en Lotte Friis eindigde ze als achtste op de 4x100 meter vrije slag, op de 4x100 meter wisselslag strandde ze samen met Rikke Møller Pedersen, Jeanette Ottesen en Pernille Blume in de series. Op de Europese kampioenschappen kortebaanzwemmen 2011 in Szczecin veroverde de Deense de bronzen medaille op zowel de 100 meter rugslag als de 100 meter wisselslag, daarnaast werd ze uitgeschakeld in de series van zowel de 200 meter rugslag als de 200 meter wisselslag. Samen met Rikke Møller Pedersen, Jeanette Ottesen en Pernille Blume sleepte ze de Europese titel in de wacht op de 4x50 meter wisselslag, op de 4x50 meter vrije slag legde ze samen met Pernille Blume, Katrine Sørensen en Jeanette Ottesen beslag op de zilveren medaille.
Tijdens de Olympische Zomerspelen van 2012 in Londen strandde Nielsen in de series van zowel de 100 als de 200 meter rugslag. Samen met Pernille Blume, Lotte Friis en Jeanette Ottesen Gray eindigde ze als zesde op de 4x100 meter vrije slag, op de 4x100 meter wisselslag eindigde ze samen met Rikke Møller Pedersen, Jeanette Ottesen Gray en Pernille Blume op de zevende plaats. In Istanboel nam de Deense deel aan de wereldkampioenschappen kortebaanzwemmen 2012. Op dit toernooi veroverde ze de zilveren medaille op de 100 meter rugslag, daarnaast werd ze uitgeschakeld in de halve finales van de 50 meter rugslag en in de series van de 200 meter vrije slag. Samen met Rikke Møller Pedersen, Jeanette Ottesen Gray en Pernille Blume sleepte ze de wereldtitel in de wacht op de 4x100 meter wisselslag, op de 4x100 meter vrije slag legde ze samen met Pernille Blume, Kelly Rasmussen en Jeanette Ottesen Gray beslag op de bronzen medaille. Samen met Lotte Friis, Pernille Blume en Katrine Sørensen eindigde ze als zevende op de 4x200 meter vrije slag.
Op de Europese kampioenschappen kortebaanzwemmen 2013 in Herning werd Nielsen Europees kampioene op de 100 meter rugslag. Daarnaast eindigde ze als vierde op de 50 meter rugslag en als zevende op de 200 meter vrije slag. Op de 4x50 meter vrije slag veroverde ze samen met Pernille Blume, Jeanette Ottesen en Kelly Rasmussen de Europese titel. Samen met Rikke Møller Pedersen, Jeanette Ottesen en Pernille Blume sleepte ze de Europese titel in de wacht op de 4x50 meter wisselslag.
Tijdens de Europese kampioenschappen zwemmen 2014 in Berlijn werd de Deense Europees kampioene op de 100 meter rugslag. Op de 50 meter rugslag legde ze beslag op de bronzen medaille. Op de 4x100 meter wisselslag behaalde ze samen met Rikke Møller Pedersen, Jeanette Ottesen en Pernille Blume de Europese titel. Samen met Jeanette Ottesen, Julie Levisen en Pernille Blume werd ze gediskwalificeerd in de finale van de 4x100 meter vrije slag. In Doha nam Nielsen deel aan de wereldkampioenschappen kortebaanzwemmen 2014. Op dit toernooi eindigde ze als vijfde op de 100 meter rugslag en strandde ze in de halve finales van de 50 meter rugslag. Op zowel de 4x50 als de 4x100 meter wisselslag werd ze samen met Rikke Møller Pedersen, Jeanette Ottesen en Pernille Blume wereldkampioen. Samen met Jeanette Ottesen, Julie Levisen en Pernille Blume veroverde ze de bronzen medaille op de 4x50 meter vrije slag. Op de 4x100 meter vrije slag eindigde dit kwartet op de vierde plaats.
Op de wereldkampioenschappen zwemmen 2015 in Kazan sleepte de Deense de bronzen medaille in de wacht op de 100 meter rugslag. Daarnaast eindigde ze als vijfde op de 50 meter rugslag. Samen met Rikke Møller Pedersen, Jeanette Ottesen en Pernille Blume eindigde ze als vijfde op de 4x100 meter wisselslag.
Tijdens de Europese kampioenschappen zwemmen 2016 in Londen prolongeerde Nielsen haar Europese titel op de 100 meter rugslag. Op de 50 meter rugslag moest ditmaal genoegen nemen met de zilveren medaille en op de 50 meter vrije slag werd ze uitgeschakeld in de series. Op de 4x100 meter vrije slag eindigde ze samen met Pernille Blume, Julie Kepp Jensen en Sarah Bro op de vijfde plaats. In Rio de Janeiro nam de Deense deel aan de Olympische Zomerspelen van 2016 in Rio de Janeiro. Op dit toernooi eindigde ze als vijfde op de 100 meter rugslag. Samen met Rikke Møller Pedersen, Jeanette Ottesen en Pernille Blume veroverde ze de bronzen medaille op de 4x100 meter wisselslag. Op de 4x100 meter wisselslag strandde ze samen met Julie Kepp Jensen, Sarah Bro en Pernille Blume in de series.

## Internationale toernooien
| Jaar | Olympische Spelen                                                           | WK langebaan                                                               | WK kortebaan | EK langebaan                                                                                | EK kortebaan                                                                                                  |
| ---- | --------------------------------------------------------------------------- | -------------------------------------------------------------------------- | --- | ------------------------------------------------------------------------------------------- | --- |
| 2011 |                                                                             | 18e 50m rugslag 24e 100m rugslag 8e 4x100m vrije slag 9e 4x100m wisselslag | |                                                                                             | 100m rugslag · 15e 200m rugslag · 100m wisselslag · 26e 200m wisselslag · 4x50m vrije slag · 4x50m wisselslag |
| 2012 | 17e 100m rugslag 28e 200m rugslag 6e 4x100m vrije slag 6e 4x100m wisselslag |                                                                            | 10e 200m vrije slag · 9e 50m rugslag · 100m rugslag · 4x100m vrije slag · 7e 4x200m vrije slag · 4x100m wisselslag | geen deelname                                                                               | geen deelname                                                                                                 |
| 2013 |                                                                             | geen deelname                                                              | |                                                                                             | 7e 200m vrije slag · 4e 50m rugslag · 100m rugslag · 4x50m vrije slag · 4x50m wisselslag                      |
| 2014 |                                                                             |                                                                            | 12e 50m rugslag · 5e 100m rugslag · 4x50m vrije slag · 4e 4x100m vrije slag · 4x50m wisselslag · 4x100m wisselslag | 50m rugslag · 100m rugslag · DSQ 4x100m vrije slag · 4x100m wisselslag                      | |
| 2015 |                                                                             | 5e 50m rugslag · 100m rugslag · 5e 4x100m wisselslag                       | |                                                                                             | geen deelname                                                                                                 |
| 2016 | 5e 100m rugslag · 12e 4x100m vrije slag · 4x100m wisselslag                 |                                                                            | 6-11 december | 18e 50m vrije slag · HF 100m vrije slag · 50m rugslag · 100m rugslag · 5e 4x100m vrije slag | |
| 2017 |                                                                             |                                                                            | |                                                                                             | 4x50m vrije slag                                                                                              |
| 2018 |                                                                             |                                                                            | 11-16 december | 4x100m vrije slag ·                                                                         | |

## Persoonlijke records
Bijgewerkt tot en met 16 december 2012
Kortebaan
| Afstand         | Tijd    | Datum            | Plaats   |
| --------------- | ------- | ---------------- | -------- |
| 50m vrije slag  | 24,24   | 20 december 2015 | Kastrup  |
| 100m vrije slag | 52,93   | 22 november 2014 | Brønshøj |
| 200m vrije slag | 1.55,04 | 15 december 2013 | Herning  |
| 50m rugslag     | 26,39   | 5 december 2014  | Doha     |
| 100m rugslag    | 55,99   | 13 december 2013 | Herning  |
| 200m rugslag    | 2.05,63 | 20 december 2015 | Kastrup  |
| 100m wisselslag | 59,34   | 5 oktober 2014   | Moskou   |

Langebaan
| Afstand         | Tijd    | Datum           | Plaats   |
| --------------- | ------- | --------------- | -------- |
| 50m vrije slag  | 25,18   | 15 april 2016   | Brønshøj |
| 100m vrije slag | 54,47   | 16 mei 2016     | Londen   |
| 200m vrije slag | 1.58,83 | 29 maart 2015   | Brønshøj |
| 50m rugslag     | 27,63   | 5 augustus 2015 | Kazan    |
| 100m rugslag    | 58,73   | 19 mei 2016     | Londen   |
| 200m rugslag    | 2.11,97 | 25 maart 2012   | Brønshøj |